# 库埃瓦人
库埃瓦人(西班牙語：Indios cueva)是一支曾生活在巴拿马东部达连省地区的美洲原住民，于1510至1535年西班牙占领期间在战争、流行病、奴役与奴隶制等多重因素影响下灭绝，少数幸存的库埃瓦人和库那族融合。17、18世纪库那族西扩，曾是库埃瓦人居住地的达连隘口地区被库那族占据。
在学术研究中，库那族和库埃瓦人时常产生混淆，1968年，C. Loewotka错误地认为库那语词汇是库埃瓦语词汇。这个错误在后续研究中重复出现(例如Greenberg 1987,Whitehead 1999)，甚至有学者将库埃瓦人视为库那族的祖先(Adelaar & Pieter Muysken 2004: 62)，但两者事实上是不同的。虽然库埃瓦人这个词被用来称呼一个特定的族群,但所谓的库埃瓦语则被许多学者认为其使用者较为广泛，属于多个语族群。也就是说，库埃瓦语事实上是一种巴拿马原住民的通用语言，使用者不限于库埃瓦人。Loewen(1963年)、Adolfo Constenla Umaña和Margery Peña(1991年)提出库埃瓦语与乔科语系有关联。此外Kathleen Romolini(1987年)收集了一个词汇表,在此基础上认为库埃瓦语可能与奇布恰语系或大阿拉瓦克语系有关,但可能性较小。